# Lopidea lathyri
Lopidea lathyri är en insektsart som beskrevs av Knight 1923. Lopidea lathyri ingår i släktet Lopidea och familjen ängsskinnbaggar. Inga underarter finns listade i Catalogue of Life.